# Ceilândia Norte

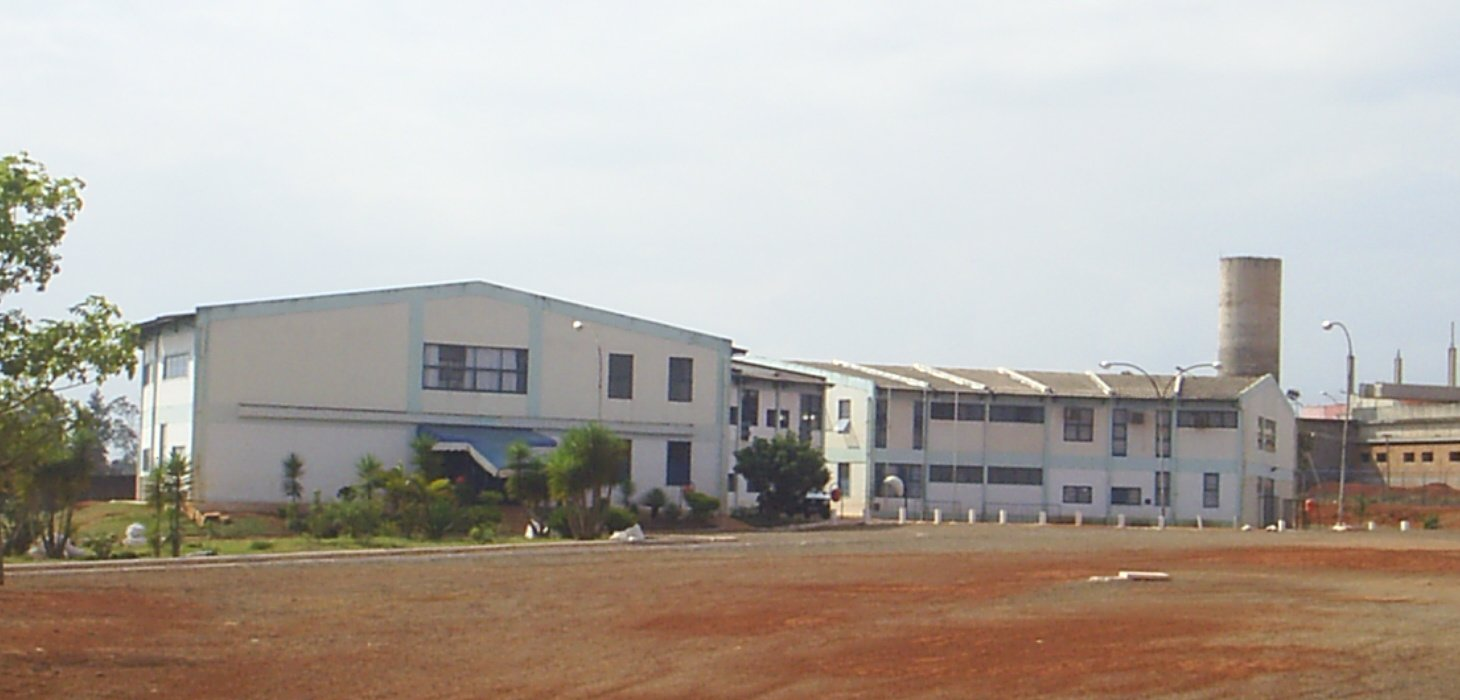
Centro Cultural de Ceilândia, biblioteca e outros

Ceilândia Norte é um bairro da região administrativa de Ceilândia, no Distrito Federal.

## Geografia e localização
Compreende as quadras pares QNMs 02 a 10; 12 a 16; 18 a 26 e 28 a 32, as quadras ímpares QNNs 01 a 09;11; 13 a 15; 17 a 25 e 27 a 33 e a Nova Ceilândia, que faz parte da região, com as quadras ímpares QNNs 35 a 39; a Nova Ceilândia não fazia parte do projeto original, foi criada posteriormente.
O bairro é majoritariamente composto por moradias horizontais em ruas extensas mas atualmente existem vários empreendimentos no bairro com condomínios residenciais verticais, evidenciando a falta de espaço para o crescimento urbano da cidade.
Encontra-se na localidade o posto de atendimento do Na Hora, onde são executados diversos tipos de serviços ao cidadão (QNM 12 próximo a Praça do Cidadão, inclusive com o DIVTRAN III - Divisão Regional de Trânsito de Ceilândia - do DETRAN-DF); a companhia do corpo de Bombeiros; Defesa Civil, o SESC; escolas; clubes; o Centro Cultural de Ceilândia; a Praça dos Eucaliptos; a Regional de Ensino de Ceilândia; entre outros. O bairro é servido pelas estações Ceilândia Norte e Terminal Ceilândia do METRÔ-DF.